# Рафаел Андергасен
Рафаел Андергасен (итал. Raphael Andergassen — Болцано, 14. јун 1993) професионални је италијански хокејаш на леду који игра на позицији деснокрилног и централног нападача.
Од 2015. игра у екипи Пустертала.
У дресу сениорске репрезентације Италије дебитовао је током 2015. године када је заиграо и на светском првенству прве дивизије.